# Punta Cordero
Punta Cordero ist eine Landspitze an der Danco-Küste des Grahamlands auf der Antarktischen Halbinsel. Er ragt südwestlich des Punta Castelli auf der nordöstlichen Seite der Poblete-Halbinsel in die Wilhelmina Bay.
Argentinische Wissenschaftler benannten sie. Der weitere Benennungshintergrund ist nicht überliefert.